# Вибори до Європейського парламенту в Естонії 2004
Перші вибори до Європейського парламенту в Естонії проходили 13 червня 2004 в рамках загальних європейських виборів. На виборах було обрано естонську делегацію з 6 депутатів.
Вибори проводилися згідно пропорційної системи за методом д'Ондта з відкритим списком. Явка склала 26,8%, одна з найнижчих серед країн Європейського союзу. Переможцем виявилася Соціал-демократична партія завдяки популярності свого лідера Тоомаса Хендріка Ільвеса, який отримав переважну більшість партійних голосів. Правлячі партії Ісамаалійт і Народний союз Естонії показали низький результат.
У 2006 році Ільвес став президентом Естонії .

## Результати
| 2004 • 2009 → |                                  |                    |                   |         |        |     |       |     |
| Партія        | Партія                           | Європейська партія | Головний кандидат | Голоси  | %      | +/– | Місця | +/– |
|               | Соціал-демократична партія (SDE) | PES                |                   | 85,433  | 36.79  | —   | 3 / 6 | —   |
|               | Центристська партія (KESK)       | ELDR               |                   | 40,704  | 17.53  | —   | 1 / 6 | —   |
|               | Партія реформ (RE)               | ELDR               |                   | 28,377  | 12.22  | —   | 1 / 6 | —   |
|               | Ісамаалійт (IL)                  | EPP                |                   | 24,375  | 10.50  | —   | 1 / 6 | —   |
|               | Народний союз (RL)               | AEN                |                   | 18,687  | 8.05   | —   | 0 / 6 | —   |
|               | Res Publica (ERP)                | EPP                |                   | 15,457  | 6.66   | —   | 0 / 6 | —   |
|               | Демократична партія (EDP)        |                    |                   | 2,849   | 1.23   | —   | 0 / 6 | —   |
|               | Інші                             | Інші               | Інші              | 19,228  | 8.28   | —   | 0 / 6 | —   |
| Дійсні        | Дійсні                           | Дійсні             | Дійсні            | 232,241 | 99.04  |     |       |     |
| Не дійсні     | Не дійсні                        | Не дійсні          | Не дійсні         | 2,244   | 0.96   |     |       |     |
| Разом         | Разом                            | Разом              | Разом             | 234,485 | 100.00 | —   | 6 / 6 | —   |
| Електорат     | Електорат                        | Електорат          | Електорат         | 873,809 | 26.83  | —   |       |     |